# Magellano (album)
| Recensione       | Giudizio |
| ---------------- | -------- |
| All Music Italia |          |
| MelodicaMente    |          |
| Rockol           |          |

Magellano è il terzo album in studio del cantante italiano Francesco Gabbani, pubblicato il 28 aprile 2017 dalla BMG Rights Management.

## Descrizione
Composto da nove tracce, l'album è stato anticipato dal singolo Occidentali's Karma, vincitore del Festival di Sanremo 2017 nella sezione Campioni.

Gabbani ha descritto Magellano in questi termini:
La title track, attraverso la metafora dell'esplorazione, parla di un uomo impaurito che, pur di non affrontare le proprie paure e la sua possibile felicità, scappa da se stesso, in costante viaggio per non ascoltarsi. Il singolo Tra le granite e le granate affronta sarcasticamente il tema delle vacanze estive per indagare sugli stereotipi di chi cerca forzatamente di divertirsi. Il testo di Occidentali's Karma è ricco di riferimenti culturali, che spaziano dalla civiltà orientale alla filosofia greca. La citazione più ricorrente è quella a La scimmia nuda dell'etologo Desmond Morris, in cui si accosta l'essere umano a un primate privo di peli, ma simile a esso nei comportamenti. A Moment of Silence parla invece delle persone che nel corso dei secoli sono state ostracizzate e che hanno aperto invece nuove ere di questo mondo (Socrate, Copernico, Martin Luther King, Marco Polo). La ballata La mia versione dei ricordi parla di un amore finito e di una persona che cerca di convincersi che la sua versione dei fatti sia quella vera, mentre Spogliarmi prende di mira certi movimenti spiritualistici che impediscono alle persone di vedersi per come realmente sono.
Il disco contiene anche il singolo del 2016 Foglie al gelo, estratto da Poveri ma ricchi - Colonna sonora originale, e Susanna, Susanna, reinterpretazione del brano Susanna di Adriano Celentano, classificatasi all'ottavo posto durante la terza serata della sessantasettesima edizione del Festival di Sanremo, dedicata alle cover.

## Pubblicazione
Magellano è stato pubblicato nel mercato italiano a partire dal 28 aprile 2017 sia in edizione CD sia in LP. Per il mercato internazionale, invece, è stato reso disponibile per il commercio Magellan, uscito il 15 maggio e caratterizzato da una differente colorazione della copertina e dalla presenza del singolo Amen del 2015.
Il 17 novembre 2017 Gabbani ha pubblicato l'edizione speciale dell'album, contenente un secondo CD costituito da tracce registrate dal vivo durante il tour tenuto nello stesso anno. Il secondo CD è stato successivamente ripubblicato separatamente in formato doppio vinile con il titolo di Sudore, fiato, cuore - Live 2017.

## Tracce
Crediti adattati ai dati riportati sul sito della SIAE.

### Edizione italiana
Magellano
1. Magellano – 3:23 (testo: Francesco Gabbani, Fabio Ilacqua – musica: Francesco Gabbani, Luca Chiaravalli, Filippo Gabbani)
2. Tra le granite e le granate – 3:09 (testo: Francesco Gabbani, Luca Chiaravalli, Fabio Ilacqua – musica: Francesco Gabbani, Luca Chiaravalli, Fabio Ilacqua, Filippo Gabbani)
3. Occidentali's Karma – 3:37 (testo: Francesco Gabbani, Fabio Ilacqua, Luca Chiaravalli – musica: Francesco Gabbani, Luca Chiaravalli, Filippo Gabbani)
4. A Moment of Silence – 3:04 (testo: Fabio Ilacqua – musica: Francesco Gabbani, Luca Chiaravalli, Fabio Ilacqua)
5. La mia versione dei ricordi – 3:25 (testo: Fabio Ilacqua – musica: Francesco Gabbani, Luca Chiaravalli, Filippo Gabbani)
6. Susanna, Susanna – 2:43 (Francesco Gabbani, Fabio Ilacqua, Miki Del Prete, Ferdy Lancee, Sergio Caputo, Caroline Bogman, Mark Foggo)
7. Foglie al gelo – 3:26 (testo: Francesco Gabbani, Fabio Ilacqua, Luca Danesi – musica: Francesco Gabbani, Luca Chiaravalli)
8. Pachidermi e pappagalli – 3:22 (testo: Francesco Gabbani, Fabio Ilacqua – musica: Francesco Gabbani, Luca Chiaravalli, Filippo Gabbani)
9. Spogliarmi – 3:57 (Francesco Gabbani, Luca Chiaravalli) – contiene la traccia fantasma Selfie del selfie

CD bonus nell'edizione speciale
1. Magellano – 4:40 (testo: Francesco Gabbani, Fabio Ilacqua – musica: Francesco Gabbani, Luca Chiaravalli, Filippo Gabbani)
2. Software – 3:57 (testo: Francesco Gabbani, Fabio Ilacqua – musica: Francesco Gabbani, Patrizio Simonini)
3. Tra le granite e le granate – 4:12 (testo: Francesco Gabbani, Luca Chiaravalli, Fabio Ilacqua – musica: Francesco Gabbani, Luca Chiaravalli, Fabio Ilacqua, Filippo Gabbani)
4. Occidentali's Karma – 4:50 (testo: Francesco Gabbani, Fabio Ilacqua, Luca Chiaravalli – musica: Francesco Gabbani, Luca Chiaravalli, Filippo Gabbani)
5. A Moment of Silence – 3:45 (testo: Fabio Ilacqua – musica: Francesco Gabbani, Luca Chiaravalli, Fabio Ilacqua)
6. Clandestino – 3:48 (Francesco Gabbani)
7. Eternamente ora – 3:42 (testo: Fabio Ilacqua – musica: Francesco Gabbani, Patrizio Simonini)
8. Susanna, Susanna – 5:03 (Francesco Gabbani, Fabio Ilacqua, Miki Del Prete, Ferdy Lancee, Sergio Caputo, Caroline Bogman, Mark Foggo)
9. Immenso – 3:07 (Francesco Gabbani)
10. Spogliarmi – 4:14 (Francesco Gabbani, Luca Chiaravalli)
11. Amen – 3:31 (testo: Fabio Ilacqua – musica: Francesco Gabbani)
12. Vengo anch'io – 2:23 (testo: Enzo Jannacci, Dario Fo, Fiorenzo Fiorentini – musica: Enzo Jannacci) – originariamente interpretata da Enzo Jannacci
13. La mia versione dei ricordi – 4:19 (testo: Fabio Ilacqua – musica: Francesco Gabbani, Luca Chiaravalli, Filippo Gabbani)
14. Il vento si alzerà – 6:58 (testo: Francesco Gabbani – musica: Francesco Gabbani, Patrizio Simonini)
15. Foglie al gelo – 3:36 (testo: Francesco Gabbani, Fabio Ilacqua, Luca Danesi – musica: Francesco Gabbani, Luca Chiaravalli)
16. Pachidermi e pappagalli – 4:47 (testo: Francesco Gabbani, Fabio Ilacqua – musica: Francesco Gabbani, Luca Chiaravalli, Filippo Gabbani)

### Edizione internazionale
Magellan
1. Magellano – 3:23 (testo: Francesco Gabbani, Fabio Ilacqua – musica: Francesco Gabbani, Luca Chiaravalli, Filippo Gabbani)
2. Tra le granite e le granate – 3:09 (testo: Francesco Gabbani, Luca Chiaravalli, Fabio Ilacqua – musica: Francesco Gabbani, Luca Chiaravalli, Fabio Ilacqua, Filippo Gabbani)
3. Occidentali's Karma – 3:37 (testo: Francesco Gabbani, Fabio Ilacqua, Luca Chiaravalli – musica: Francesco Gabbani, Luca Chiaravalli, Filippo Gabbani)
4. A Moment of Silence – 3:04 (testo: Fabio Ilacqua – musica: Francesco Gabbani, Luca Chiaravalli, Fabio Ilacqua)
5. Amen – 3:16 (testo: Fabio Ilacqua – musica: Francesco Gabbani)
6. La mia versione dei ricordi – 3:25 (testo: Fabio Ilacqua – musica: Francesco Gabbani, Luca Chiaravalli, Filippo Gabbani)
7. Susanna, Susanna – 2:43 (Francesco Gabbani, Fabio Ilacqua, Miki Del Prete, Ferdy Lancee, Sergio Caputo, Caroline Bogman, Mark Foggo)
8. Foglie al gelo – 3:26 (testo: Francesco Gabbani, Fabio Ilacqua, Luca Danesi – musica: Francesco Gabbani, Luca Chiaravalli)
9. Pachidermi e pappagalli – 3:22 (testo: Francesco Gabbani, Fabio Ilacqua – musica: Francesco Gabbani, Luca Chiaravalli, Filippo Gabbani)
10. Spogliarmi – 3:57 (Francesco Gabbani, Luca Chiaravalli)

## Formazione
Musicisti
- Francesco Gabbani – voce, chitarra elettrica e acustica, tastiera, programmazione, basso, arrangiamento, cori
- Luca Chiaravalli – pianoforte, tastiera, programmazione, arrangiamento
- Filippo Gabbani – batteria, tastiera, programmazione, arrangiamento, cori
- Fabio Ilacqua – arrangiamento e cori, tastiera e programmazione (traccia 5)
- Alice Miccio – flauto (traccia 2)
- Mattia Roscio – clarinetto (traccia 2)
- Paolo Carissimi – sassofono contralto (traccia 2)
- Dante Tronconi – sassofono tenore (traccia 2)
- Claudio Zaro – tromba (traccia 2)
- Mauro Quaglia – eufonio (traccia 2)
- Piero Cappellazzo – basso tuba (traccia 2)
- Emiliano Bassi – batteria e programmazione aggiuntive (tracce 3, 6 e 9)
- Matteo Bassi – basso (tracce 3 e 6)
- Chicco Gussoni – chitarra elettrica aggiuntiva (traccia 3)
- Fabio Barnaba – arrangiamento strumenti ad arco e programmazione strumenti ad arco aggiuntivi (tracce 3, 5-7)
- Serafino Tedesi – violino (tracce 3, 5 e 6)
- Marco Righi – violoncello (tracce 3 e 5)
- Chantal Saroldi – cori (traccia 4)
- Desiree Ruggiero – voce femminile (traccia 4)
- Michele Quaini – chitarra elettrica e acustica (traccia 6)
- Lorenzo Bertelloni – pianoforte aggiuntivo (traccia 8)

Produzione
- Luca Chiaravalli – produzione, registrazione, missaggio
- Alex Trecarichi – registrazione, missaggio
- Emiliano Bassi – registrazione aggiuntiva
- Antonio Baglio – mastering
- Mirko Ferdenzi – registrazione archi e fiati (traccia 2)

## Classifiche

### Classifiche settimanali
| Classifica (2017) | Posizione massima |
| ----------------- | ----------------- |
| Belgio (Vallonia) | 174               |
| Italia            | 1                 |
| Svizzera          | 35                |

### Classifiche di fine anno
| Classifica (2017) | Posizione |
| ----------------- | --------- |
| Italia            | 16        |